# Mauléon
Mauléon – miejscowość i gmina we Francji, w regionie Nowa Akwitania, w departamencie Deux-Sèvres.
Według danych na rok 1990 gminę zamieszkiwało 8779 osób, a gęstość zaludnienia wynosiła 57 osób/km² (wśród 1467 gmin regionu Poitou-Charentes Mauléon plasuje się na 14. miejscu pod względem liczby ludności, natomiast pod względem powierzchni na miejscu 2.).